# XVIII Corpo de Montanha (Alemanha)
O XVIII Corpo de Montanha foi formado em 1 de Novembro de 1940 pela redesignação do XVIII Corpo de Exército.

## Comandantes
- General der Gebirgstruppe Franz Böhme (1 novembro 1940 - 10 dezembro 1943)[2]
- General der Gebirgstruppe Karl Eglseer (10 dezembro 1943 - 23 junho 1944) (faleceu/acidente aereo)
- General der Infanterie Friedrich Hochbaum (24 de Junho de 1944 - 8 maio 1945)

## Chiefs of Staff
- Oberst Max Pemsel (1 novembro 1940 - 19 abril 1943)[2]
- Oberst Hugo Sittmann (19 abril 1943 - 30 de Junho de 1944)
- Oberst Fanz Jais (30 de Junho de 1944 - 1945)

## Oficiais de Operações
- Major Franz Jais (1 novembro 1940 - 22 abril 1942)[2]
- Oberstleutnant Hans-Georg Faulmüller (28 de Maio 1942 - 5 julho 1943)
- Hauptmann Helmut Schuon (5 de Julho de 1943 - 10 março 1944)
- Major Ernst Pickel (10 março 1944 - 25 agosto 1944)
- Major Werner Honeck (25 agosto 1944 - 20 Setembro 1944)
- Major Hans-Georg Biedermann (20 Setembro 1944 - 25 novembro 1944)
- Major Siegfried Engelhardt (25 novembro 1944 - 15 fevereiro 1945)
- Major Adolf Hurnaus (15 fevereiro 1945 - maio 1945)

## Área de operações
- França (Novembro 1940 - junho 1941)[2]
- Balcãs (Junho de 1941 - novembro 1941)
- Norte da Finlândia e Noruega (Novembro 1941 - janeiro 1945)
- Prússia Ocidental (Janeiro 1945 - maio 1945)

## Membros Notáveis
Franz Böhme (Generalmajor no austríaco Bundesheer antes da Anschluss)